# Olympische Jugend-Sommerspiele 2010/Teilnehmer (Argentinien)
| Gelbes Symbol für Goldmedaillen mit stilisierten Olympischen Ringen | Graues Symbol für Silbermedaillen mit stilisierten Olympischen Ringen | Braundes Symbol für Bronzemedaillen mit stilisierten Olympischen Ringen |
| ------------------------------------------------------------------- | --------------------------------------------------------------------- | ----------------------------------------------------------------------- |
| 1                                                                   | 2                                                                     | 2                                                                       |

Die Jugend-Olympiamannschaft aus Argentinien für die I. Olympischen Jugend-Sommerspiele vom 14. bis 26. August 2010 in Singapur bestand aus 59 Athleten. Fahnenträger bei der Eröffnungsfeier war der Leichtathlet Braian Toledo, er gewann auch die einzige Goldmedaille für sein Land. Die Hockey-Mannschaft der Mädchen und die Volleyball-Mannschaft der Jungen gewannen Silber, drei weitere Athleten holten die Bronzemedaille, eine jedoch in einer gemischten Mannschaft, weswegen diese Medaille nicht in die offizielle Wertung einfloss.

## Athleten nach Sportarten

### Basketball
Jungen
- 7. Platz
- Carlos Benítez Gavilán
- Martín Massone
- Juan Rossi
- Tomás Zanzottera

### Boxen
Jungen
- Fabián Maidana
Halbweltergewicht: Bronze

### Fechten
Mädchen
- Clara Isabel Di Tella
Degen Einzel: 10. Platz
Mixed: 7. Platz (im Team Amerika 2)

### Hockey
Mädchen
- Silber
- Agustina Albertario
- Agustina Álvarez
- María Baldoni
- Antonieta Bianchi
- Rocío Broccoli
- Antonella Brondello
- Camila Bustos
- Victoria Cabut
- Julia Castiglioni
- Jimena Cedrés
- Rocío Emme
- Sol Fernández
- Eugenia Garrafo
- Florencia Habif
- Carla de Iure
- Agustina Mama

### Judo
Jungen
- Bruno Abel Villalba
Klasse bis 100 kg: 9. Platz
Mixed: 5. Platz (im Team Osaka)

### Kanu
Mädchen
- Valentina Barrera
Kajak-Einer Slalom: Hoffnungslauf
Kajak-Einer Sprint: Hoffnungslauf

### Leichtathletik
| Mädchen - Belén Casetta 400 m Hürden: 13. Platz - Betsabé Páez Hochsprung: 6. Platz | Jungen - Federico Bruno 3000 m: 16. Platz - Leandro Monje Cerino Weitsprung: DNS (Finale) - Braian Toledo Speerwurf: Gold |

### Radsport
- Verena Brunner
- Kevin Ingratta
- Facundo Lezica
- Lucas Bustos
Mixed: 21. Platz

### Reiten
- María Victoria Paz
Springen Einzel: eliminiert
Springen Mannschaft: 5. Platz (im Team Amerika)

### Rudern
Jungen
- Facundo Torres
Einer: DNS (Halbfinale)

### Schwimmen
| Mädchen - Mijal Asis 100 m Brust: 23. Platz (Vorrunde) 200 m Brust: 15. Platz (Vorrunde) | Jungen - Roberto Strelkov 50 m Freistil: 13. Platz (Halbfinale) 100 m Freistil: 20. Platz (Vorrunde) 100 m Schmetterling: 16. Platz (Halbfinale) |

### Segeln
| Mädchen - Valentina Serigos Techno 293: 6. Platz | Jungen - Bautista Saubidet Birkner Techno 293: 7. Platz - Juan Ignacio Biava Byte CII: 21. Platz |

### Taekwondo
Jungen
- Lucas Guzmán
Klasse bis 48 kg: Bronze

### Tennis
| Mädchen - Agustina Sol Eskenazi Einzel: Achtelfinale Doppel: Achtelfinale (mit Verónica Cepede Royg Paraguay) | Jungen - Renzo Olivo Einzel: Achtelfinale Doppel: Viertelfinale (mit Tiago Fernandes Brasilien) |

### Tischtennis
Jungen
- Pablo Saragovi
Einzel: 2. Gruppenphase
Mixed: Viertelfinale (mit Carelyn Cordero  Puerto Rico)

### Triathlon
Jungen
- Lautaro Díaz
Einzel: 10. Platz
Mixed Staffel: Bronze  (im Team Amerika 1)

### Turnen

#### Gymnastik
Mädchen
- Agustina Estarli
Einzelmehrkampf: 36. Platz (Qualifikation)

#### Trampolinturnen
Jungen
- Lucas Adorno
Einzel: 9. Platz (Qualifikation)

### Volleyball
Jungen
- Silber
- Gonzalo Lapera
- Mauro Llanos
- Federico Martina
- Esteban Martínez
- Nicolás Méndez
- Ramiro Núñez
- Ezequiel Palacios
- Leonardo Plaza
- Gonzalo Quiroga
- Tomás Ruiz
- Luciano Verasio
- Damián Villalba